# Cosmo
Con il termine cosmo in filosofia s'intende un sistema ordinato o armonico. L'origine della parola è il greco κόσμος (kósmos) che significa "ordine", in particolare quello assunto dall'esercito schierato per la battaglia, ed è il concetto opposto a caos (la parola cosmetico deriva dalla stessa radice). Il concetto di "ordine" traslato non agli eserciti schierati, ma agli astri e all'armonia della volta celeste viene attiribuito per la prima volta ai pitagorici della Scuola Italica di Crotone. Nel linguaggio scientifico cosmo è considerato sinonimo di universo, in particolare in relazione al continuum spazio-temporale dentro l'ipotetico multiverso.  In russo, la parola κосмос (kosmos) significa semplicemente "spazio".

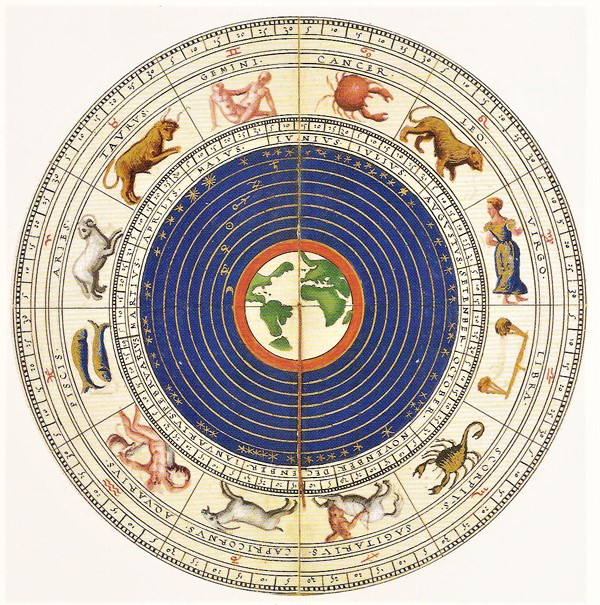
Miniatura di Battista Agnese raffigurante il cosmo, con al centro una mappa mundi attorniata dalle sfere celesti e da uno zodiaco (XVI sec.)

Collegato al termine cosmo sono anche il cosmismo russo, una corrente di pensiero emersa in Russia all'inizio del XX secolo, che metteva la conquista del cosmo al centro della propria dottrina e l'antropocosmismo principio fondamentale del sistema olistico filosofico del filosofo-scienziato russo Valerij Sagatovskij.

## Cosmologia
La filosofia si occupa del cosmo nella branca chiamata cosmologia (dal greco antico κόσμος kósmos, "ordine" e λόγος lógos, discorso) che studia la struttura e le leggi che regolano l'universo concepito come un insieme ordinato. La cosmologia filosofica si interessa dell'universo in riferimento allo spazio, al tempo e alla materia, mentre esclude dalla sua indagine le domande relative all'origine e al fine ultimo del cosmo, alle quali cerca di rispondere la cosmogonia oltre che le cosmologie intese in senso religioso o mitologico.
La moderna cosmologia astronomica è invece la scienza che ha come oggetto di studio l'universo nel suo insieme, del quale tenta di spiegare in particolare origine ed evoluzione. In questo senso, è strettamente collegata con la cosmologia filosofica. La cosmologia astronomica ha il compito di correggere o espungere la miriade di teorie metafisiche o religiose sulle origini del mondo.
La cosmologia ha le sue radici storiche nelle narrazioni religiose sull'origine di tutte le cose (cosmogonie) e nei grandi sistemi filosofico-scientifici pre-moderni (come il sistema tolemaico). Attualmente la cosmologia è una scienza fisica nella quale convergono diverse discipline, quali l'astronomia, l'astrofisica, la fisica delle particelle, la relatività generale. Partendo dall'osservazione degli oggetti celesti più vicini e più conosciuti ed estendendo le ricerche a quelli lontani, le ricerche mirano a determinare il processo di formazione e l'età del pianeta Terra, la generazione del sistema solare, l'evoluzione del Sole e quella stellare, la formazione delle galassie ed il comportamento evolutivo dell'universo nel suo insieme.

## Cosmogonia
Il termine "cosmogonia" appare per la prima volta nel V secolo a.C. da parte di Leucippo, che firma una Grande cosmogonia da cui Democrito ricaverà la sua Piccola cosmogonia. 
La variante mitico-religiosa di cosmogonia si connota come "narrazione della creazione" (dal greco kósmos, mondo e génésthai, nascere), a volte definito mito delle origini: è la leggenda, il racconto, o lo studio di come si sia generato l'universo. Le variante cosmogoniche in senso mitico sono numerosissime, concernendo ogni cultura arcaica ed antica, ben documentate in etnologia e antropologia culturale. Nelle cosmogonia si può osservare una distinzione tra quelle che si riferiscono a un essere supremo creatore come persona separata dal mondo e quelle che riportano la creazione a uno o più principi. Tra le prime cosmogonie vanno annoverate quelle delle religioni monoteistiche, quali il mazdeismo, il giudaismo, l'islamismo, e delle religioni primitive che concepiscono la nozione di un essere supremo creatore. Nell'ambito delle cosmogonie creazionistiche una caratteristica propria di quelle più antiche è l'impossibilità di concepire una creazione dal nulla come invece accade nella cosmogonia occidentale.